# Rogas speciosicornis
Rogas speciosicornis är en stekelart som först beskrevs av Granger 1949.  Rogas speciosicornis ingår i släktet Rogas och familjen bracksteklar. Inga underarter finns listade i Catalogue of Life.